# Volksbewegung Pakistans
Die Volksbewegung Pakistans (Urdu پاکستان عوامي تحريک, englisch Pakistan People’s Movement) ist eine politische Partei in Pakistan. Sie wurde 1989 gegründet. Der Gründungsvorsitzende der Bewegung ist der islamische Prediger Muhammad Tahir al-Qadri.
Hauptziel der Volksbewegung ist es, die Rückbesinnung auf den Islam weltweit zu fördern und eine Einheit unter den Muslimen der Welt zu bilden, die Umma genannt wird. Daher hat die Partei auch Büros in zahlreichen Ländern, die unter Einfluss von Tahir-al-Qadri und seiner Organisation Minhaj ul-Quran stehen.
Die Partei wendet sich des Weiteren gegen die „israelische Aggression“ und „globale Dominanz der USA“. Sie plädiert in der Frage des Konflikts mit Indien für die Rückeroberung und Eingliederung ganz Kaschmirs in Pakistan.
Bei den Wahlen am 20. Oktober 2002 wurde al-Qadri zum Parlamentsmitglied für seinen Wahlkreis Lahore gewählt. Allerdings boykottierte die Volksbewegung Pakistans die letzten Parlamentswahlen von 2008.